# Des del Sofà
Des del Sofà és un lloc web que concentra i indexa tot el contingut en català i aranès de les plataformes de reproducció en línia. Aquest espai permet trobar tot el contingut en català de més de vint plataformes filtrant per versió, gènere o producció.
A Des del Sofà es poden consultar les pel·lícules i sèries que hi ha en català a plataformes digitals, com Netflix, HBO Max, Disney+, Amazon Prime Video, Movistar+ o Filmin. Aquesta darrera és precisament la que té més oferta en català. A la web s'hi poden trobar tant les versions doblades al català com les subtitulades a aquest idioma, i també els films i sèries rodats en aquesta llengua. També inclou les versions a la carta de les televisions que emeten en català, com TV3, À Punt o IB3. A més, també contempla la presència de l'aranès.
El 2024 va ser nominat als premis AMIC-Tresdeu a les categories d'estrímer i millor creador/a de contingut de conscienciació social.

## Evolució del català a les plataformes[4]
|  |  |

|  |  |

|  |  |

|  |  |

|  |  |

|  |  |

|  |  |

|  |  |

|  |  |

|  |  |

|  |  |

|  |  |

|  |  |

|  |  |

|  |  |

|  |  |

|  |  |

|  |  |

|  |  |

|  |  |

|  |  |

|  |  |

|  |  |

|  |  |

|  |  |

|  |  |

|  |  |

|  |  |

|  |  |

|  |  |

|  |  |

|  |  |

|  |  |

|  |  |

|  |  |

|  |  |

|  |  |

|  |  |

|  |  |

|  |  |

|  |  |

|  |  |

|  |  |

|  |  |

|  |  |

|  |  |

|  |  |

|  |  |

|  |  |

|  |  |

|  |  |

|  |  |

|  |  |

|  |  |

|  |  |

|  |  |

|  |  |

|  |  |

|  |  |

|  |  |

|  |  |

|  |  |

|  |  |

|  |  |

|  |  |

|  |  |

|  |  |

|  |  |

|  |  |

|  |  |

|  |  |

|  |  |

|  |  |

|  |  |

|  |  |

|  |  |

|  |  |

|  |  |

|  |  |

|  |  |

|  |  |

|  |  |

|  |  |

|  |  |

|  |  |

|  |  |

|  |  |

|  |  |

|  |  |

|  |  |